# محمد هلال فخرو
محمد هلال سعيد فخرو شاعر سوري ولد في إعزاز بحلب عام (1928 - ). عمل موظفاً في مؤسسة الحبوب إلى أن تقاعد.
نشأ في أسرة تحب الشعر، وقد بدأ رحلته مع الشعر عام 1954.  وللتنويه فإنّ عائلة فخرو الحلبية العريقة لا علاقة لها بقبيلة آل فخرو التميمية المشهورة في الخليج و إنما تشابه في تدليل الاسم.

## كُتب عنه
كتب عنه عبد الله الطنطاوي، ومصطفى النجار (مجلة الثقافة السورية، وجريدة الثورة السورية)، كما كتبت عنه دراسة بعنوان: محمد هلال فخرو شاعر الصورة والخيال المشرق ـ الحركة الشعرية المعاصرة في حلب 1975.

## دواوينه
- شتات 1970
- أكاليل غار (بالاشتراك) 1974
- صور 1975